# Jagdstaffel 80
Jagdstaffel 80, Bayerische Jagdstaffel Nr. 80, Jasta 80b – jednostka lotnictwa niemieckiego Luftstreitkräfte z okresu I wojny światowej.

## Informacje ogólne
Jednostka została utworzona w bazie Fliegerersatz Abteilung Nr. 2b w Fürth, 19 października 1917 roku. Pierwszym i jedynym dowódcą eskadry był porucznik Erwin Wenig, który został przydzielony z Jagdstaffel 79.
27 lutego 1918 roku została skierowana na front pod dowództwo 19 Armii i umiejscowiona w okolicach Morsberg. Pierwsze zwycięstwo odniósł jej dowódca 3 maja.
We wrześniu 1918 została włączona do nowo utworzonej jednostki taktycznej Jagdgruppe 9.
W całym okresie swojej działalności operowała na froncie zachodnim. Eskadra walczyła przede wszystkim na samolotach Fokker D.VI i Fokker D.VII.
Jasta 80 w całym okresie wojny odniosła 15 zwycięstw nad samolotami wroga, w tym 4 balonami obserwacyjne wroga. W okresie od lutego 1918 do listopada 1918 roku jej straty wynosiły 2 zabitych w walce, 3 zabitych w wypadkach lotniczych, 6 rannych oraz 1 w niewoli.
Łącznie przez jej personel przeszedł jeden as myśliwski – Kurt Seit (5).

## Dowódcy Eskadry
| Stopień   | Nazwisko    | Okres        |
| --------- | ----------- | ------------ |
| Porucznik | Erwin Wenig | – 02.12.1918 |